# Gustaf Hultgren
Gustaf Hultgren, född 18 augusti 1983, är en svensk före detta friidrottare (stavhoppare) tävlande för Örgryte IS. 

## Friidrott
Hultgrens främsta meriter är seger i Finnkampen 2006 samt JVM-final 2002. Han tävlade också i U23-EM i Erfurt, Tyskland 2005 men slogs ut i kvalet. Vid EM i Göteborg 2006 kom han tia med 5,50. Han vann SM-guld utomhus år 2007 och inomhus 2009. 
Det personliga rekordet ligger på 5,56 utomhus och 5,40 inomhus.

## Handboll
Vänsterhänte Gustaf Hultgren har KFUM Kalmar som moderklubb men lade i tonåren av för att satsa på stavhoppet. Hösten 2010 tog han dock åter upp karriären och spelar numera handboll i IK Celtic i Göteborg.
. Han representerar mestadels andralaget HK Kelt och gjorde under debutsäsongen 62 mål på 10 matcher. Se http://ikceltic.se/new.php?id=110 för mer information och bilder.

## Personliga rekord
| Utomhus - Stavhopp – 5,56 (Karlskrona 27 juli 2006) - Kula – 11,60 (Uddevalla 29 maj 2014) | Inomhus - Stavhopp – 5,40 (Malmö 21 januari 2006) - Stavhopp – 5,40 (Malmö 28 januari 2006) - Sjukamp – 4 576 (Karlskrona 29 februari 2004) |